# Réseau malléolaire latéral
Le réseau malléolaire latéral est un ensemble d'anastomoses artérielles du membre inférieur situées au niveau de la cheville autour de la malléole latérale.
Les anastomoses unissent  l'artère malléolaire antéro-médiale, l'artère tibiale postérieure et le rameau perforant de l'artère fibulaire.